# Vergerette des Alpes
Erigeron alpinus
Espèce
La Vergerette des Alpes (Erigeron alpinus) est une espèce de plantes à fleurs du genre Erigeron et de la famille des Astéracées.
C'est une plante herbacée vivace qui pousse dans les prés, pelouses, rocailles, à une altitude de 1 200 à 3 000 m.
La floraison a lieu de juin à août.

## Description
Cette Vergerette ne dépasse généralement pas les 20 centimètres de haut. Ses feuilles et sa tige sont poilues. Les fleurs sont de couleur lilas, larges de 15-30 mm, solitaires ou en petit groupe.
La Vergerette des Alpes peut facilement être confondue avec la Vergerette d'Attique (Erigeron atticus Vill.), mais la Vergerette d'Attique a des feuilles et une tige à la pilosité glanduleuse, ce qui n'est pas le cas de la Vergerette des Alpes.

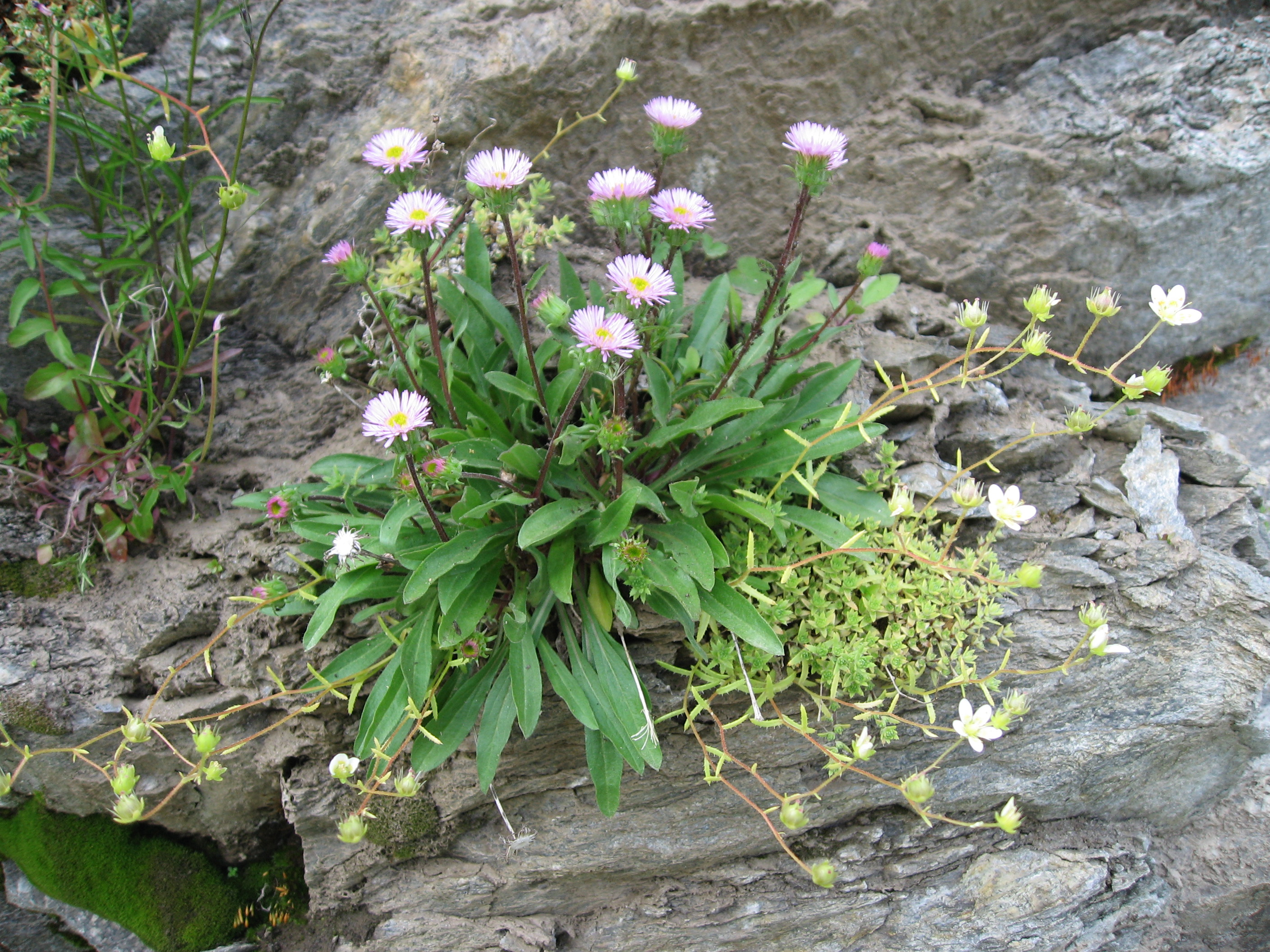
Vergerette des Alpes dans la vallée d'Aussois en Savoie.